# Murakami Genji
Die Murakami Genji (japanisch 村上源氏) bildeten einen Zweig der Minamoto, der sich von Kaiser Murakami ableitete.

## Genealogie

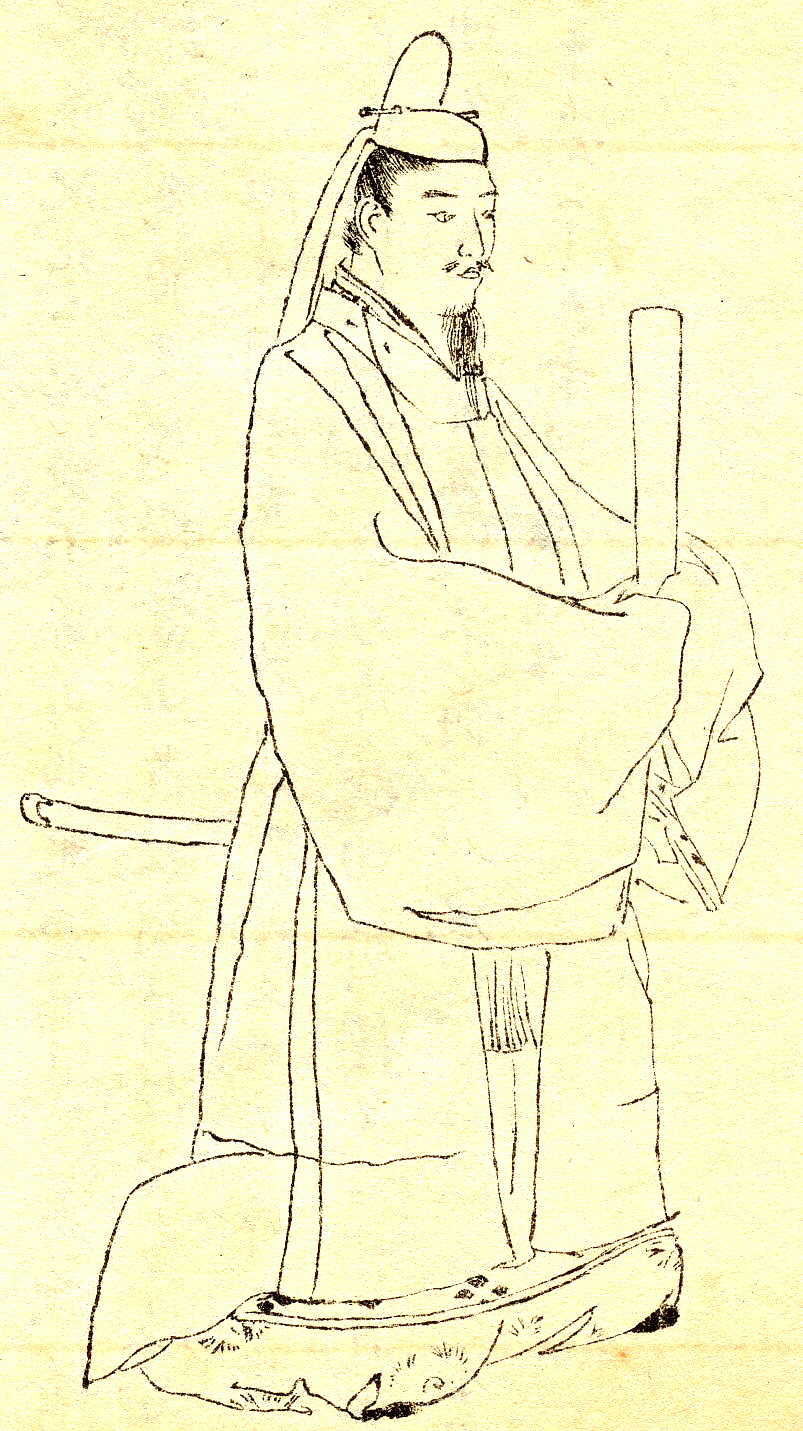
Minamoto no Morofusa (Zeichnung: Kikuchi Yōsai)

- Morofusa (師房; 1008–1077), ältester Sohn des Prinzen Tomohira und der Tochter Prinz Tamehiras – die auch seine Cousine war –, und somit väter- und mütterlicherseits ein Enkel des Kaisers. Morufusa war bekannt als Schriftsteller und Poet. Mit seiner Volljährigkeit 1020 erhielt er den Namen Minamoto no Sukesada (源 資定) und heiratete 1024 Sonshi/Takako (尊子), eine Tochter des faktischen Regenten Fujiwara no Michinaga. Seine Tochter, Reishi (麗子), heiratete Fujiwara no Morozane. 1029 wurde er Saemon no kami (Kommandant der linken Torgarde), 1059 Ukonoe-daishō (Kommandant der rechten Leibgarde), dann Naidaijin (Minister des Inneren), 1069 Udaijin (Kanzler zur Rechten) und erhielt 1074 den zweithöchsten Hofrang, sowie an seinem Todestag den dazu passenden Titel Dajō-daijin (Großkanzler). Er ist bekannt unter dem Namen Tsuchimikado-Udaijin. Er hinterließ ein Tagebuch, Doyūki (土右記).[1]
- Toshifusa (俊房; 1035–1121) war Sohn des Morofusa. Nachdem er 40 Jahre lang die höchsten Positionen in der Regierung, die des Sadaijin (Kanzler zur Linken; 1082), sowie einen Monat später Udaijin, übernommen hatte, schor er sein Haupt (d. h. wurde Mönch) und nannte sich Jakushun (寂俊). Die Leute nannten ihn „Horikawa-Sadaijin“ (堀河左大臣), da sich seine Residenz in Kyoto am Fluss Horikawa befand. Er hinterließ eine Autobiographie mit dem Titel Suisaki (水左記).[2]
- Moroyori (師頼; 1070–1139), Toshifusas Sohn, sowie Tachibana no Toshitsunas Adoptivkind[3], studierte unter dem Gelehrten Ōe no Tadafusa (大江 匡房; 1041–1111) und zeichnete sich dann aus als Schriftsteller. Er wurde 1113[3] wurde er Dainagon und daher auch Ono-no-miya Dainagon (小野宮大納言) genannt.
- Masazane (雅実; 1059–1127), ein Sohn von Morofusas Sohn Akifusa und der Tochter Minamoto no Takatoshis, stieg 1122 auf bis zum Dajō-daijin und zum Kampaku (Regent) und war daher, nachdem dieses Amt fast ausschließlich von den Fujiwara ausgeübt wurde, der erste Minamoto in dieser Funktion. Er ist bekannt unter dem Namen Kuga Dajō-daijin (久我太政大臣). Er hinterließ das Tagebuch Koga Shōkoku-ki (久我相国記).[4] Von ihm leitete sich die Familie das Hofadels Koga ab, deren Oberhaupt nach der Meiji-Restauration den Titel Markgraf führte.
- Michichika (通親; 1149–1202), Masazanes Urenkel, war Mitglied der Regierung unter sieben verschiedenen Kaisern. Seine adoptierte Tochter heiratete Kaiser Go-Toba und wurde Mutter von Kaiser Tsuchimikado. Von Michichika leiten sich die Adelsfamilien Horikawa, Tsuchimikado und Nakanoin ab.